# Donje Prekrižje
Donje Prekrižje – wieś w Chorwacji, w żupanii zagrzebskiej, w gminie Krašić. W 2011 roku liczyła 48 mieszkańców.